# Rick Ferrell
Richard Benjamin „Rick“ Ferrell (* 12. Oktober 1905 in Durham, North Carolina; † 27. Juli 1995 in Bloomfield Hills, Michigan) war ein US-amerikanischer Baseballspieler in der Major League Baseball (MLB). 

## Biografie
Rick Ferrell war ein herausragender Catcher in der American League, der insgesamt 18 Jahre in den Major Leagues spielte. Sein Debüt gab er am 19. April 1929 bei den St. Louis Browns. Zum Ende seiner Karriere hatte er 1806 Spiele als Catcher bestritten, ein Rekord, der erst von Carlton Fisk 1988 gebrochen werden sollte. Weitere Stationen waren die Boston Red Sox und die Washington Senators. Bei den Red Sox spielte er dann gemeinsam mit seinem Bruder Wes Ferrell, der als Pitcher ebenfalls ein außerordentlicher starker Schlagmann war. Ferrell beendete seine Karriere am 14. September 1947 mit einem Schlagdurchschnitt von 28,1 %, 28 Home Runs und 738 RBIs. Nach seiner Spielerkarriere blieb Ferrell dem Baseball treu und arbeitete als Coach für die Washington Senators. Später arbeitete er in der Organisation der Detroit Tigers als Coach, Scout und General Manager. 1984 wurde er vom Veterans Committee in die Baseball Hall of Fame aufgenommen. 1995 verstarb Ferrell im Alter von 89 Jahren.